# 吉住晴斗
吉住 晴斗（よしずみ はると、2000年3月12日 - ）は、山形県鶴岡市出身の元プロ野球選手（投手）。右投右打。

## 経歴

### プロ入り前
鶴岡市立朝暘第五小学校3年時から「大宝寺スターファイブ」で軟式野球を始め、鶴岡市立鶴岡第二中学校では校内の軟式野球部に所属。当時は外野手や遊撃手がメインだった。
思うように上達できない葛藤などから「中学で野球をやめようか」と揺れ動いた時期もあるが、硬式野球部のある鶴岡東高校の関係者から入学を誘われたため、同校に進学し硬式野球部でプレーを継続。入学時は体重67kgと細身だったが、野球部の佐藤俊監督が体格などを総合的に判断し投手として育成する方針を決定。硬式球での投球練習を本格的に始め1年時の秋からベンチ入りを果たすと、2年時の夏に第98回全国高等学校野球選手権大会へ出場した。背番号11を着け、1回戦・いなべ総合高校戦で3点ビハインドの試合終盤に2番手で登板し1回を三者凡退に抑えたが初戦敗退した。甲子園へ出場したのはこの大会だけだったが、福岡ソフトバンクホークスが当時から徹底マークするなどNPB球団のスカウトからは注目されていた。3年夏は背番号1を着けたが、県大会3回戦で山形中央に敗退。
2017年のNPBドラフト会議でソフトバンクから1位指名された。清宮幸太郎・安田尚憲・馬場皐輔を抽選で逃した末の1位での指名であったが、山形県内の高校生の1位指名は史上初だった。担当スカウトの作山和英は「1位指名には本人も驚いたと思うが、投球の映像を見た工藤監督も身体能力を気に入り、球団として相応の評価をした」「大きく伸びると見込んだ。いずれはホークスのエースになってほしい」と評価していた。契約金8000万円、年俸800万円（金額は推定）という条件で入団した。入団当時の背番号は26。

### プロ入り後
2018年には、三軍の非公式戦（三軍戦）でチーム最多の25試合に登板。3勝9敗、防御率6.69という成績を残した。二軍の公式戦（ウエスタン・リーグ）での登板の機会はなかったが、シーズン終了後には推定年俸800万円（現状維持）という条件で契約を更改した。
2019年には、二軍公式戦12試合の登板で、0勝2敗、防御率5.31を記録。三軍戦では、24試合の登板（通算投球イニング46回2/3）で3勝1敗1セーブ、防御率3.47を記録した。同年7月11日にはフレッシュオールスターゲームに出場し、ウエスタン・リーグの2番手として1回1被安打3奪三振無失点と好投した。
2020年には、三軍戦22試合の登板（通算投球イニング38回2/3）で3勝2敗、防御率4.89という成績を残したものの、一・二軍公式戦での登板機会はなかった。11月18日には、球団から支配下選手契約の解除を通告されるとともに、育成選手としての再契約を打診。打診の当初は現役を引退する可能性を示唆していた（詳細後述）が、自由契約選手としてのNPB公示（12月2日付）を経て、同月9日に育成選手としての再契約に至った。再契約後の背番号は139。
2021年は育成選手として再スタートを切り、サイドスローに挑戦。二軍公式戦で3試合の登板に終わり、2年続けて戦力外通告を受け、現役引退を表明した。

### 引退後
引退後はソフトバンクの球団職員として、ホークスジュニアアカデミーで小学生の指導や野球の普及活動にあたっている。

## プレースタイル
最速151km/hのストレートに、スライダー、カーブ、フォーク、チェンジアップといった変化球が武器。ソフトバンクへの入団3年目（2020年）まではオーバースローで投げていたが、育成選手に転じた2021年からサイドスローに取り組んでいた。

## 人物
「晴れ間にのぞくさわやかな青空のような男の子に育ってほしい」という願いを込めて「晴斗」と名付けられた。父は結婚式場のシェフ、母は高校の調理科の講師で、自宅に多数のレシピ本、冷蔵庫には常に多めの食材がある環境で育ち、小学校高学年の頃には両親が帰る前に自らレシピを見てクッキーやプリンを作っていた。
母は元陸上の短距離選手で、2学年上の姉は山形商高でバスケットボール部に所属し、インターハイやウインターカップに出場した。
山形県が未来の五輪選手育成のために立ち上げた、複数の競技を体験させ優れた才能を発掘する事業「YAMAGATAドリームキッズ」の1期生で、小4当時に計測した立ち幅跳びでは、全国の同学年男子の平均約1m50を大幅に上回る2m40を叩き出した。
中3当時の吉住の走る姿を見てスカウトした鶴岡東・佐藤俊監督は、「吉住は3月生まれで、4月生まれの選手とは1年弱の成長の差がある。（ドラフト1位に）高2で選ばれたようなもの。」「他の種目なら東京五輪が狙えたんじゃないかと思うくらいの運動センス」と語っている。
20歳（ソフトバンクへの入団3年目）にして球団から支配下選手契約の解除を通告された直後には、「今は野球に対する気持ちが切れかかっている部分もある」と発言するなど、現役引退を視野に入れていた。このような状況を憂慮した先輩投手の石川柊太（育成選手出身）が、かねてから親交のあるダルビッシュ有に連絡。その際に吉住の連絡先も教えたところ、ダルビッシュが電話を通じて、「（NPB入りからわずか3年で引退するのは）もったいないんじゃないの?」と吉住に問い掛けた。吉住自身はダルビッシュと面識がないものの、この突然の問い掛けがきっかけで引退を翻意。結局、育成選手から支配下登録選手への復帰を目標に、ソフトバンクで現役生活を続けることを決めた。ダルビッシュは、吉住の再契約を本人からLINEで伝えられた直後に、「この短期間での切り替えや、すぐに前を向けるところに（吉住の）センスをさらに感じた」というツイートを自身のTwitter公式アカウントから発信。吉住本人も、ダルビッシュからスライダーの投げ方を改めて教わるなど交流を重ねている。

## 詳細情報

### 年度別投手成績
- 一軍公式戦出場なし

### 背番号
- 26（2018年 - 2020年）
- 139（2021年）

### 登場曲
- 「未完成交響曲」ONE OK ROCK（2018年）
- 「PRIDE」高梨康治（2018年）
- 「AMAZING BREAK」TERRASPEX（2019年 - 2020年）
- 「We Are The Champions」Queen（2019年）
- 「Stand by you」Official髭男dism（2020年）